# Центральноамериканские игры 1926

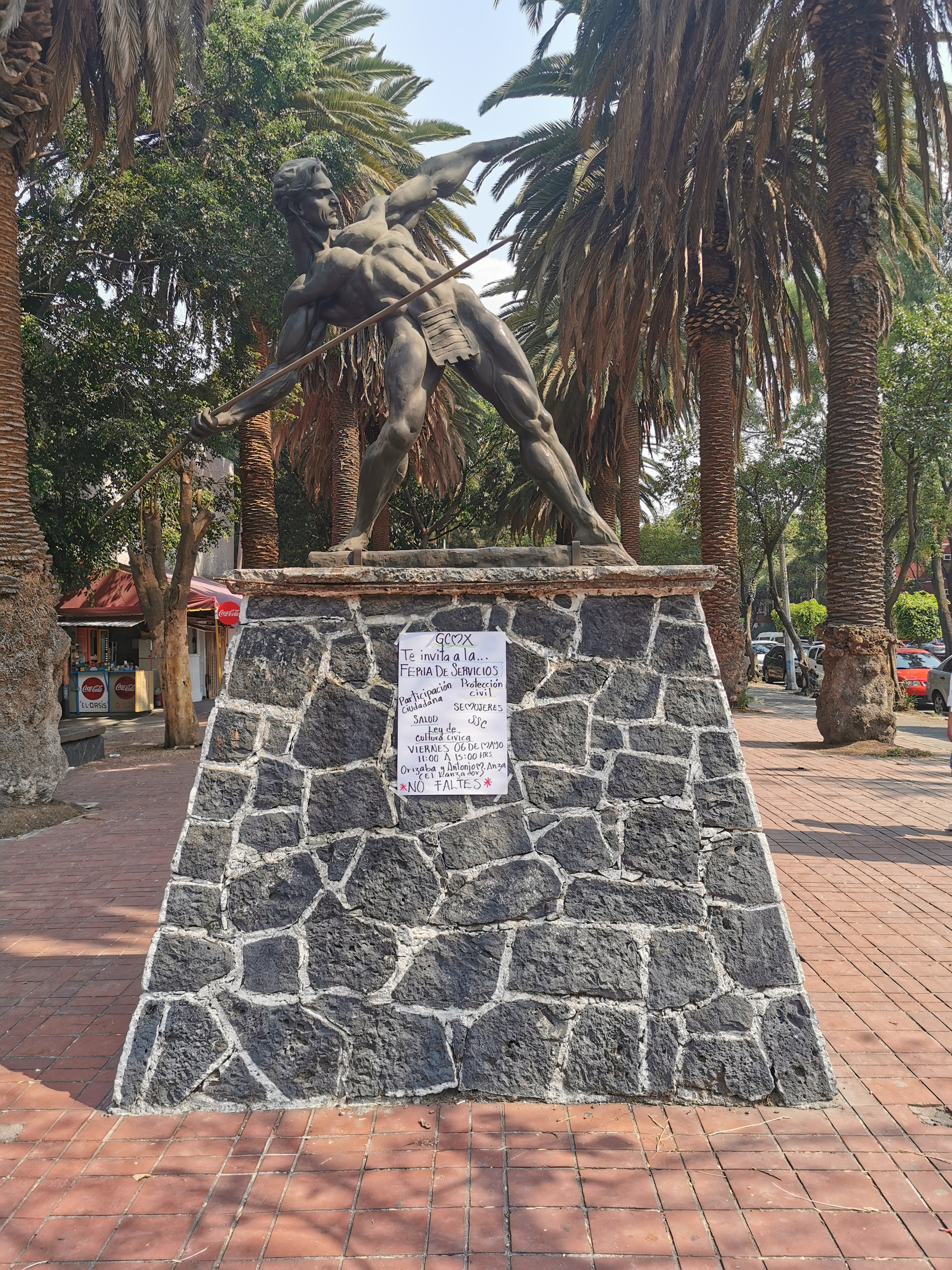
Памятная скульптура Первых Центральноамериканских и Карибских игр, Мехико.

Центральноамериканские игры 1926 года прошли с 30 октября по 2 ноября в Мехико, Мексика. В соревнованиях приняло участие 269 спортсменов из 3 стран (Мексика, Куба и Гватемала).

## Виды спорта
| - Баскетбол - Бейсбол - Волейбол |  | - Лёгкая атлетика - Прыжки в воду - Плавание |  | - Стрельба - Теннис - Фехтование |

## Медальный зачёт
| #     | Страна    | 1  | 2  | 3  | Всего |
| ----- | --------- | -- | -- | -- | ----- |
| 1     | Мексика   | 25 | 24 | 18 | 67    |
| 2     | Куба      | 14 | 15 | 15 | 44    |
| 3     | Гватемала | 0  | 0  | 3  | 3     |
| Всего | Всего     | 39 | 39 | 36 | 114   |